# Apis mellifera armeniaca
La abeja de Armenia (Apis mellifera armeniaca) es una subespecie de abeja melífera conocida por sus carácter agresivo, especialmente sobre los panales de miel y cría. Al igual que Apis mellifera syriaca se denomina habitualmente abeja de Armenia.
Esta especie evolucionó en la región que dio lugar a Prunus armeniaca o Damasco, perteneciendo al linaje tipo O, linaje oriental conjuntamente con las subespecies Apis mellifera adamii, Apis mellifera anatoliaca, Apis mellifera caucasica, Apis mellifera cypria, Apis mellifera meda, Apis mellifera syriaca y Apis mellifera pomonella.
En un estudio de selección de flores llevado adelante en Turquía, los autores citan a Apis mellifera armeniaca rodeando las montañas de Kars, Turquía, y sobre el borde de la región fronteriza Turca y Armenia, cuyo clima son veranos calientes e inviernos largos y fríos.